# Knox County, Maine
Knox County är ett administrativt område i delstaten Maine, USA. Knox är ett av sexton countyn och ligger i den södra delen i Maine. Enligt 2020 års folkräkning hade Knox County en befolkning på 40 604 invånare. Den administrativa huvudorten (county seat) är Rockland. 
En del av Acadia nationalpark ligger i countyt. 

## Geografi
Enligt United States Census Bureau så har countyt en total area på 2 958 km². 948 km² av den arean är land och 2 010 km² är vatten. 

### Angränsande countyn
- Waldo County, Maine - nord
- Lincoln County, Maine - väst